# Eugenia cricamolensis
Eugenia cricamolensis är en myrtenväxtart som beskrevs av Paul Carpenter Standley. Eugenia cricamolensis ingår i släktet Eugenia och familjen myrtenväxter.
Artens utbredningsområde är Panamá. Inga underarter finns listade i Catalogue of Life.